# حسین خیری
حسین خیری (زادهٔ ‎۱۳ تیر ۱۳۷۳) یک بازیکن فوتبال اهل ایران است.
از باشگاه‌هایی که در آن بازی کرده‌است می‌توان به باشگاه فوتبال راه‌آهن، باشگاه فوتبال گل ریحان البرز و باشگاه فوتبال نیروی زمینی تهران اشاره کرد.